# 立法院第六屆立法委員名單
立法院第六屆立法委員在中華民國93年（2004年）12月11日選出，於第六屆立法院任職，任期自民國94年（2005年）2月1日至民國97年（2008年）1月31日止。該屆立法院之席次總計225席，包括區域立法委員168席、原住民立法委員8席、全國不分區立法委員41席、以及僑居國外國民立法委員8席。該屆立法院院長為王金平、副院長為鍾榮吉，院長為中國國民黨籍立法委員，副院長為親民黨籍立法委員。

## 任期
| 任期開始日（選舉日）           | 任期結束日    | 備考                             |
| ------------------------------ | ------------- | -------------------------------- |
| 2005年2月1日（2004年12月11日） | 2008年1月31日 | 第六屆中華民國立法委員選舉選出。 |

## 立委人數
- 自2005年2月1日起

| 政黨名       | 所屬立委數 |
| ------------ | ---------- |
| 民主進步黨   | 89         |
| 中國國民黨   | 79         |
| 親民黨       | 34         |
| 台灣團結聯盟 | 12         |
| 無黨團結聯盟 | 6          |
| 無黨籍       | 4          |
| 新黨         | 1          |
| 合計         | 225        |

## 區域立法委員

### 基隆市、臺北市及臺北縣
| 選舉區           | 姓名                | 政黨         | 備註 |
| 基隆市           |                     |              |      |
| 基隆市選舉區     | 謝國樑              | 親民黨       | 新任 |
| 基隆市選舉區     | 徐少萍              | 中國國民黨   | 連任 |
| 基隆市選舉區     | 王拓                | 民主進步黨   | 連任 |
| 臺北市           |                     |              |      |
| 臺北市第一選舉區 | 丁守中              | 中國國民黨   | 新任 |
| 臺北市第一選舉區 | 章孝嚴              | 中國國民黨   | 連任 |
| 臺北市第一選舉區 | 李永萍 （中途離職） | 親民黨       | 連任 |
| 臺北市第一選舉區 | 高建智              | 民主進步黨   | 新任 |
| 臺北市第一選舉區 | 蔡正元              | 中國國民黨   | 連任 |
| 臺北市第一選舉區 | 鄭運鵬              | 民主進步黨   | 新任 |
| 臺北市第一選舉區 | 蕭美琴              | 民主進步黨   | 連任 |
| 臺北市第一選舉區 | 徐國勇              | 民主進步黨   | 新任 |
| 臺北市第一選舉區 | 費鴻泰              | 中國國民黨   | 新任 |
| 臺北市第一選舉區 | 林重謨              | 民主進步黨   | 連任 |
| 臺北市第二選舉區 | 賴士葆              | 中國國民黨   | 新任 |
| 臺北市第二選舉區 | 王世堅              | 民主進步黨   | 新任 |
| 臺北市第二選舉區 | 周守訓              | 中國國民黨   | 新任 |
| 臺北市第二選舉區 | 林郁方              | 親民黨       | 連任 |
| 臺北市第二選舉區 | 潘維剛              | 中國國民黨   | 新任 |
| 臺北市第二選舉區 | 藍美津              | 民主進步黨   | 連任 |
| 臺北市第二選舉區 | 李慶安              | 親民黨       | 連任 |
| 臺北市第二選舉區 | 黃適卓              | 台灣團結聯盟 | 新任 |
| 臺北市第二選舉區 | 郭正亮              | 民主進步黨   | 連任 |
| 臺北市第二選舉區 | 李敖                | 無黨籍       | 新任 |
| 臺北縣           |                     |              |      |
| 臺北縣第一選舉區 | 林鴻池              | 中國國民黨   | 新任 |
| 臺北縣第一選舉區 | 莊碩漢              | 民主進步黨   | 新任 |
| 臺北縣第一選舉區 | 周錫瑋 （中途離職） | 親民黨       | 連任 |
| 臺北縣第一選舉區 | 李嘉進              | 中國國民黨   | 連任 |
| 臺北縣第一選舉區 | 李文忠 （中途離職） | 民主進步黨   | 連任 |
| 臺北縣第一選舉區 | 吳清池              | 親民黨       | 新任 |
| 臺北縣第一選舉區 | 王淑慧              | 民主進步黨   | 連任 |
| 臺北縣第一選舉區 | 廖本煙              | 台灣團結聯盟 | 連任 |
| 臺北縣第二選舉區 | 吳育昇              | 中國國民黨   | 新任 |
| 臺北縣第二選舉區 | 朱俊曉              | 中國國民黨   | 新任 |
| 臺北縣第二選舉區 | 李顯榮              | 中國國民黨   | 連任 |
| 臺北縣第二選舉區 | 吳秉叡              | 民主進步黨   | 新任 |
| 臺北縣第二選舉區 | 林淑芬              | 民主進步黨   | 新任 |
| 臺北縣第二選舉區 | 曹來旺              | 民主進步黨   | 新任 |
| 臺北縣第二選舉區 | 李鴻鈞              | 親民黨       | 連任 |
| 臺北縣第二選舉區 | 黃劍輝              | 民主進步黨   | 新任 |
| 臺北縣第二選舉區 | 蔡家福              | 中國國民黨   | 連任 |
| 臺北縣第二選舉區 | 陳景峻 （中途離職） | 民主進步黨   | 連任 |
| 臺北縣第二選舉區 | 柯淑敏              | 親民黨       | 連任 |
| 臺北縣第三選舉區 | 雷倩                | 中國國民黨   | 新任 |
| 臺北縣第三選舉區 | 洪秀柱              | 中國國民黨   | 連任 |
| 臺北縣第三選舉區 | 沈發惠              | 民主進步黨   | 新任 |
| 臺北縣第三選舉區 | 趙永清              | 民主進步黨   | 連任 |
| 臺北縣第三選舉區 | 羅明才              | 中國國民黨   | 連任 |
| 臺北縣第三選舉區 | 李慶華              | 親民黨       | 連任 |
| 臺北縣第三選舉區 | 張慶忠              | 中國國民黨   | 新任 |
| 臺北縣第三選舉區 | 林德福              | 親民黨       | 連任 |
| 臺北縣第三選舉區 | 陳朝龍              | 民主進步黨   | 連任 |

### 桃園縣、新竹縣市及苗栗縣
| 選舉區       | 姓名                | 政黨         | 備註 |
| 桃園縣       |                     |              |      |
| 桃園縣選舉區 | 吳志揚              | 中國國民黨   | 新任 |
| 桃園縣選舉區 | 朱鳳芝              | 中國國民黨   | 連任 |
| 桃園縣選舉區 | 彭紹瑾              | 民主進步黨   | 新任 |
| 桃園縣選舉區 | 孫大千              | 親民黨       | 連任 |
| 桃園縣選舉區 | 林正峰              | 中國國民黨   | 連任 |
| 桃園縣選舉區 | 陳根德              | 中國國民黨   | 連任 |
| 桃園縣選舉區 | 李鎮楠              | 民主進步黨   | 連任 |
| 桃園縣選舉區 | 楊麗環              | 中國國民黨   | 連任 |
| 桃園縣選舉區 | 張昌財              | 中國國民黨   | 連任 |
| 桃園縣選舉區 | 彭添富              | 民主進步黨   | 連任 |
| 桃園縣選舉區 | 郭榮宗              | 民主進步黨   | 連任 |
| 桃園縣選舉區 | 鄭金玲              | 親民黨       | 連任 |
| 桃園縣選舉區 | 黃宗源              | 台灣團結聯盟 | 連任 |
| 新竹縣       |                     |              |      |
| 新竹縣選舉區 | 葉芳雄              | 中國國民黨   | 新任 |
| 新竹縣選舉區 | 邱鏡淳              | 中國國民黨   | 連任 |
| 新竹縣選舉區 | 林為洲              | 民主進步黨   | 新任 |
| 新竹市       |                     |              |      |
| 新竹市選舉區 | 柯俊雄              | 中國國民黨   | 新任 |
| 新竹市選舉區 | 柯建銘              | 民主進步黨   | 連任 |
| 新竹市選舉區 | 呂學樟              | 親民黨       | 連任 |
| 苗栗縣       |                     |              |      |
| 苗栗縣選舉區 | 劉政鴻 （中途離職） | 中國國民黨   | 連任 |
| 苗栗縣選舉區 | 何智輝              | 中國國民黨   | 連任 |
| 苗栗縣選舉區 | 徐耀昌              | 親民黨       | 連任 |
| 苗栗縣選舉區 | 杜文卿              | 民主進步黨   | 連任 |

### 臺中縣市、彰化縣及南投縣
| 選舉區       | 姓名                | 政黨         | 備註 |
| 臺中縣       |                     |              |      |
| 臺中縣選舉區 | 劉銓忠              | 中國國民黨   | 連任 |
| 臺中縣選舉區 | 謝欣霓              | 民主進步黨   | 新任 |
| 臺中縣選舉區 | 馮定國              | 親民黨       | 連任 |
| 臺中縣選舉區 | 吳富貴              | 民主進步黨   | 新任 |
| 臺中縣選舉區 | 江連福              | 中國國民黨   | 新任 |
| 臺中縣選舉區 | 顏清標              | 無黨團結聯盟 | 連任 |
| 臺中縣選舉區 | 紀國棟              | 中國國民黨   | 連任 |
| 臺中縣選舉區 | 楊瓊瓔              | 中國國民黨   | 連任 |
| 臺中縣選舉區 | 蔡其昌              | 民主進步黨   | 新任 |
| 臺中縣選舉區 | 徐中雄              | 中國國民黨   | 連任 |
| 臺中縣選舉區 | 郭俊銘              | 民主進步黨   | 連任 |
| 臺中市       |                     |              |      |
| 臺中市選舉區 | 蔡錦隆              | 中國國民黨   | 新任 |
| 臺中市選舉區 | 王世勛              | 民主進步黨   | 新任 |
| 臺中市選舉區 | 盧秀燕              | 中國國民黨   | 連任 |
| 臺中市選舉區 | 謝明源              | 民主進步黨   | 連任 |
| 臺中市選舉區 | 黃義交              | 親民黨       | 連任 |
| 臺中市選舉區 | 沈智慧              | 親民黨       | 連任 |
| 臺中市選舉區 | 何敏豪              | 台灣團結聯盟 | 連任 |
| 臺中市選舉區 | 李明憲              | 民主進步黨   | 連任 |
| 彰化縣       |                     |              |      |
| 彰化縣選舉區 | 林滄敏              | 中國國民黨   | 新任 |
| 彰化縣選舉區 | 陳杰                | 中國國民黨   | 連任 |
| 彰化縣選舉區 | 陳秀卿              | 中國國民黨   | 新任 |
| 彰化縣選舉區 | 江昭儀              | 民主進步黨   | 連任 |
| 彰化縣選舉區 | 陳進丁              | 無黨團結聯盟 | 連任 |
| 彰化縣選舉區 | 卓伯源 （中途離職） | 中國國民黨   | 連任 |
| 彰化縣選舉區 | 陳朝容              | 親民黨       | 新任 |
| 彰化縣選舉區 | 楊宗哲              | 無黨籍       | 新任 |
| 彰化縣選舉區 | 邱創進              | 民主進步黨   | 連任 |
| 彰化縣選舉區 | 魏明谷              | 民主進步黨   | 連任 |
| 南投縣       |                     |              |      |
| 南投縣選舉區 | 吳敦義              | 中國國民黨   | 連任 |
| 南投縣選舉區 | 湯火聖              | 民主進步黨   | 連任 |
| 南投縣選舉區 | 林耘生              | 民主進步黨   | 新任 |
| 南投縣選舉區 | 陳志彬              | 親民黨       | 連任 |

### 雲林縣、嘉義縣市及臺南縣市
| 選舉區       | 姓名                | 政黨         | 備註 |
| 雲林縣       |                     |              |      |
| 雲林縣選舉區 | 張麗善              | 無黨籍       | 新任 |
| 雲林縣選舉區 | 張碩文              | 中國國民黨   | 新任 |
| 雲林縣選舉區 | 許舒博              | 中國國民黨   | 連任 |
| 雲林縣選舉區 | 林樹山              | 民主進步黨   | 新任 |
| 雲林縣選舉區 | 陳憲中              | 民主進步黨   | 新任 |
| 雲林縣選舉區 | 尹伶瑛              | 台灣團結聯盟 | 新任 |
| 嘉義縣       |                     |              |      |
| 嘉義縣選舉區 | 翁重鈞              | 中國國民黨   | 新任 |
| 嘉義縣選舉區 | 蔡啟芳              | 民主進步黨   | 連任 |
| 嘉義縣選舉區 | 林國慶              | 民主進步黨   | 新任 |
| 嘉義縣選舉區 | 張花冠              | 民主進步黨   | 連任 |
| 嘉義市       |                     |              |      |
| 嘉義市選舉區 | 黃敏惠 （中途離職） | 中國國民黨   | 連任 |
| 嘉義市選舉區 | 蔡同榮              | 民主進步黨   | 連任 |
| 嘉義市選舉區 | 江義雄 （補選遞補） | 中國國民黨   | 新任 |
| 臺南縣       |                     |              |      |
| 臺南縣選舉區 | 侯水盛              | 民主進步黨   | 連任 |
| 臺南縣選舉區 | 鄭國忠              | 民主進步黨   | 連任 |
| 臺南縣選舉區 | 李全教              | 中國國民黨   | 連任 |
| 臺南縣選舉區 | 李和順              | 無黨團結聯盟 | 新任 |
| 臺南縣選舉區 | 李俊毅              | 民主進步黨   | 連任 |
| 臺南縣選舉區 | 洪玉欽              | 中國國民黨   | 新任 |
| 臺南縣選舉區 | 黃偉哲              | 民主進步黨   | 新任 |
| 臺南縣選舉區 | 葉宜津              | 民主進步黨   | 連任 |
| 臺南市       |                     |              |      |
| 臺南市選舉區 | 唐碧娥              | 民主進步黨   | 連任 |
| 臺南市選舉區 | 王昱婷              | 中國國民黨   | 連任 |
| 臺南市選舉區 | 賴清德              | 民主進步黨   | 連任 |
| 臺南市選舉區 | 高思博              | 親民黨       | 新任 |
| 臺南市選舉區 | 林南生              | 中國國民黨   | 連任 |
| 臺南市選舉區 | 王幸男              | 民主進步黨   | 連任 |

### 高雄市、高雄縣及屏東縣
| 選舉區           | 姓名                  | 政黨         | 備註 |
| 高雄市           |                       |              |      |
| 高雄市第一選舉區 | 李昆澤                | 民主進步黨   | 新任 |
| 高雄市第一選舉區 | 張顯耀                | 親民黨       | 新任 |
| 高雄市第一選舉區 | 林進興                | 民主進步黨   | 連任 |
| 高雄市第一選舉區 | 管碧玲                | 民主進步黨   | 新任 |
| 高雄市第一選舉區 | 羅世雄                | 中國國民黨   | 連任 |
| 高雄市第一選舉區 | 曾燦燈                | 台灣團結聯盟 | 新任 |
| 高雄市第二選舉區 | 黃昭輝                | 民主進步黨   | 新任 |
| 高雄市第二選舉區 | 李復興                | 中國國民黨   | 新任 |
| 高雄市第二選舉區 | 邱毅                  | 親民黨       | 連任 |
| 高雄市第二選舉區 | 羅志明                | 台灣團結聯盟 | 連任 |
| 高雄市第二選舉區 | 郭玟成                | 民主進步黨   | 連任 |
| 高雄縣           |                       |              |      |
| 高雄縣選舉區     | 林益世                | 中國國民黨   | 連任 |
| 高雄縣選舉區     | 顏文章                | 民主進步黨   | 連任 |
| 高雄縣選舉區     | 吳光訓                | 中國國民黨   | 連任 |
| 高雄縣選舉區     | 陳啟昱                | 民主進步黨   | 新任 |
| 高雄縣選舉區     | 林岱樺                | 民主進步黨   | 連任 |
| 高雄縣選舉區     | 鍾紹和                | 親民黨       | 新任 |
| 高雄縣選舉區     | 徐志明 （遭褫奪公權） | 民主進步黨   | 新任 |
| 高雄縣選舉區     | 余政道                | 民主進步黨   | 連任 |
| 高雄縣選舉區     | 趙良燕                | 親民黨       | 連任 |
| 屏東縣           |                       |              |      |
| 屏東縣選舉區     | 伍錦霖                | 中國國民黨   | 新任 |
| 屏東縣選舉區     | 潘孟安                | 民主進步黨   | 新任 |
| 屏東縣選舉區     | 廖婉汝                | 中國國民黨   | 連任 |
| 屏東縣選舉區     | 蔡豪                  | 無黨團結聯盟 | 連任 |
| 屏東縣選舉區     | 鄭朝明                | 民主進步黨   | 連任 |
| 屏東縣選舉區     | 林育生                | 民主進步黨   | 連任 |

### 宜蘭縣、花蓮縣及臺東縣
| 選舉區       | 姓名            | 政黨       | 備註 |
| 宜蘭縣       |                 |            |      |
| 宜蘭縣選舉區 | 張川田 （逝世） | 民主進步黨 | 連任 |
| 宜蘭縣選舉區 | 林建榮          | 中國國民黨 | 新任 |
| 宜蘭縣選舉區 | 陳金德          | 民主進步黨 | 連任 |
| 花蓮縣       |                 |            |      |
| 花蓮縣選舉區 | 傅崐萁          | 親民黨     | 連任 |
| 花蓮縣選舉區 | 盧博基          | 民主進步黨 | 連任 |
| 臺東縣       |                 |            |      |
| 臺東縣選舉區 | 黃健庭          | 中國國民黨 | 連任 |

### 澎湖縣、金門縣及連江縣
| 選舉區       | 姓名   | 政黨         | 備註 |
| 澎湖縣       |        |              |      |
| 澎湖縣選舉區 | 林炳坤 | 無黨團結聯盟 | 連任 |
| 金門縣       |        |              |      |
| 金門縣選舉區 | 吳成典 | 新黨         | 連任 |
| 連江縣       |        |              |      |
| 連江縣選舉區 | 曹爾忠 | 無黨籍       | 新任 |

## 原住民立法委員
| 選舉區           | 姓名     | 政黨       | 備註 |
| 平地原住民選舉區 | 楊仁福   | 中國國民黨 | 連任 |
| 平地原住民選舉區 | 廖國棟   | 中國國民黨 | 連任 |
| 平地原住民選舉區 | 陳瑩     | 民主進步黨 | 新任 |
| 平地原住民選舉區 | 林正二   | 親民黨     | 連任 |
| 山地原住民選舉區 | 孔文吉   | 中國國民黨 | 新任 |
| 山地原住民選舉區 | 高金素梅 | 無黨籍     | 連任 |
| 山地原住民選舉區 | 曾華德   | 中國國民黨 | 連任 |
| 山地原住民選舉區 | 林春德   | 親民黨     | 連任 |

## 全國不分區立法委員
排列說明：獲得之席次較多之政黨置於前方，各政黨之委員順序則依照中央選舉委員會公布之選舉公報為準。
| 姓名                | 政黨              |
| 蔡煌瑯 （中途離職） | 民主進步黨        |
| 陳秀惠              | 民主進步黨        |
| 洪奇昌              | 民主進步黨        |
| 張俊雄 （中途離職） | 民主進步黨        |
| 高志鵬              | 民主進步黨        |
| 蔡英文 （中途離職） | 民主進步黨        |
| 薛凌                | 民主進步黨        |
| 王榮璋              | 民主進步黨        |
| 尤清 （中途離職）   | 民主進步黨        |
| 張慶惠              | 民主進步黨        |
| 林濁水 （中途離職） | 民主進步黨        |
| 盧天麟 （中途離職） | 民主進步黨        |
| 田秋堇              | 民主進步黨        |
| 黃淑英              | 民主進步黨        |
| 邱永仁 （喪失黨籍） | 民主進步黨        |
| 王塗發              | 民主進步黨        |
| 許榮淑 （缺額遞補） | 民主進步黨        |
| 吳明敏 （缺額遞補） | 民主進步黨        |
| 林文郎 （缺額遞補） | 民主進步黨        |
| 許德祥 （缺額遞補） | 民主進步黨        |
| 黃誠 （缺額遞補）   | 民主進步黨        |
| 楊芳婉 （缺額遞補） | 民主進步黨        |
| 陳宗仁 （缺額遞補） | 民主進步黨        |
| 王金平              | 中國國民黨        |
| 江丙坤              | 中國國民黨        |
| 黃志雄              | 中國國民黨        |
| 李紀珠              | 中國國民黨        |
| 曾永權              | 中國國民黨        |
| 白添枝              | 中國國民黨        |
| 黃昭順              | 中國國民黨        |
| 黃德福              | 中國國民黨        |
| 郭素春              | 中國國民黨        |
| 劉盛良              | 中國國民黨        |
| 章仁香              | 中國國民黨        |
| 曹壽民 （中途離職） | 中國國民黨 · 新黨 |
| 蘇起                | 中國國民黨        |
| 侯彩鳳              | 中國國民黨        |
| 帥化民              | 中國國民黨        |
| 黃良華 （缺額遞補） | 中國國民黨        |
| 劉憶如 （中途離職） | 親民黨            |
| 劉文雄              | 親民黨            |
| 蔡勝佳              | 親民黨            |
| 顧崇廉 （逝世）     | 親民黨            |
| 鍾榮吉              | 親民黨            |
| 林惠官              | 親民黨            |
| 李復甸 （缺額遞補） | 親民黨            |
| 羅淑蕾 （缺額遞補） | 親民黨            |
| 賴幸媛              | 台灣團結聯盟      |
| 黃政哲 （中途離職） | 台灣團結聯盟      |
| 郭林勇              | 台灣團結聯盟      |
| 陳銀河              | 台灣團結聯盟      |
| 林志嘉 （缺額遞補） | 台灣團結聯盟      |

## 僑居國外國民立法委員
排列說明：獲得之席次較多之政黨置於前方，各政黨之委員順序則依照中央選舉委員會公布之選舉公報為準。
| 姓名                | 政黨         |
| 陳明真              | 民主進步黨   |
| 莊和子              | 民主進步黨   |
| 陳重信 （中途離職） | 民主進步黨   |
| 陳東榮 （缺額遞補） | 民主進步黨   |
| 吳英毅              | 中國國民黨   |
| 謝文政              | 中國國民黨   |
| 吳松柏              | 中國國民黨   |
| 梅長錡              | 親民黨       |
| 劉寬平              | 台灣團結聯盟 |

## 轉任他職者
1. 臺北縣第一選舉區周錫瑋（親民黨）因於2005年台北縣縣長選舉當選，於2005年12月20日離職，因選區缺額未超過二分之一，依法不辦理補選，故本席次將維持缺額。
2. 苗栗縣選舉區劉政鴻（中國國民黨）因於2005年苗栗縣縣長選舉當選，於2005年12月20日離職，因選區缺額未超過二分之一，依法不辦理補選，故本席次將維持缺額。
3. 彰化縣選舉區卓伯源（中國國民黨）因於2005年彰化縣縣長選舉當選，於2005年12月20日離職，因選區缺額未超過二分之一，依法不辦理補選，故本席次將維持缺額。
4. 嘉義市選舉區黃敏惠（中國國民黨）因於2005年嘉義市市長選舉當選，於2005年12月20日離職，其選舉區於2006年3月11日依法辦理補選。補選結果由江義雄（中國國民黨）當選。
5. 全國不分區蔡英文（民主進步黨）因轉任行政院副院長，於2006年1月25日離職，其席次由同黨之吳明敏依法遞補。
6. 臺北市第一選舉區李永萍（親民黨）因轉任台北市文化局局長，於2007年1月23日離職，因選區缺額未超過二分之一，依法不辦理補選，故本席次將維持缺額。
7. 全國不分區張俊雄（民主進步黨）因轉任行政院院長，於2007年5月21日離職，其席次由同黨之黃誠依法遞補。
8. 全國不分區盧天麟（民主進步黨）因轉任行政院勞工委員會主委，於2007年5月21日離職，其席次由同黨之楊芳婉依法遞補。
9. 僑居國外國民陳重信（民主進步黨）因轉任行政院環境保護署署長，於2007年5月21日離職，其席次由同黨之陳東榮依法遞補。
10. 全國不分區尤清（民主進步黨）因轉任中華民國駐德國代表，於2007年9月6日離職，其席次由同黨之陳宗仁依法遞補。

## 任期內離職
1. 全國不分區蔡煌瑯（民主進步黨）因參選2005年南投縣縣長選舉，於2005年6月13日離職，其席次由同黨之許榮淑依法遞補。
2. 臺北縣第一選舉區李文忠（民主進步黨）於2006年11月17日離職，因選區缺額未超過二分之一，依法不辦理補選，故本席次將維持缺額。
3. 全國不分區林濁水（民主進步黨）於2006年11月17日離職，其席次由同黨之許德祥依法遞補。
4. 全國不分區黃政哲（台灣團結聯盟）於2007年3月1日離職，其席次由同黨之林志嘉依法遞補。
5. 臺北縣第二選舉區陳景峻（民主進步黨）於2007年4月20日離職，因選區缺額未超過二分之一，依法不辦理補選，故本席次將維持缺額。
6. 全國不分區曹壽民（中國國民黨）於2007年7月9日離職，其席次由同黨之黃良華依法遞補。
7. 全國不分區劉憶如（親民黨）於2007年11月20日離職，其席次由同黨之羅淑蕾依法遞補。

## 遭開除黨籍
1. 全國不分區邱永仁（民主進步黨）因遭開除黨籍，於2006年4月27日註銷其立法委員名籍，其席次由同黨之林文郎依法遞補。

## 涉司法案件
1. 高雄縣選舉區徐志明（民主進步黨）因涉違反貪污治罪條例一案，於2005年10月6日遭最高法院判決褫奪公權定讞，喪失立法委員資格[2]。其選舉區因缺額未超過二分之一，依法不辦理補選，故本席次將維持缺額。

## 任期内逝世
1. 宜蘭縣選舉區張川田（民主進步黨）因於2006年9月10日逝世而離職，因選區缺額未超過二分之一，依法不辦理補選，故本席次將維持缺額。
2. 全國不分區顧崇廉（親民黨）因於2007年1月15日逝世而離職，其席次由同黨之李復甸依法遞補。

## 外部連結
- 立法院 （页面存档备份，存于）